# Basbaryton
Basbaryton är en manlig rösttyp som ligger mellan baryton och bas. Basbarytoner sjunger ofta såväl baryton- som baspartier.
Bland kända basbarytoner kan nämnas Ian Curtis, Bryn Terfel, Lars Arvidson, Erik Sædén, Bengt Krantz, Arne Hasselblad, James Morris, Ferruccio Furlanetto, Samuel Ramey, Tapio Rautavaara och Ville Valo.